# Plage à marée basse
Plage à marée basse ist ein in Öl auf Leinwand gemaltes Bild des französischen Malers Édouard Manet. Es hat eine Höhe von 26,3 cm und eine Breite von 51,4 cm. Das Motiv einer Strandansicht mit Booten bei Ebbe gehört zu den frühesten Bildern des Künstlers, die er in freier Natur malte. Manet schuf das Gemälde im März 1871 in Arcachon, wo er sich  mit seiner Familie aufhielt, um die politische Entwicklungen zur Zeit der Pariser Kommune abzuwarten. Das Gemälde befindet sich in Privatbesitz. 

## Bildbeschreibung
Der französische Bildtitel Plage à marée basse bedeutet übersetzt Strand bei Ebbe und das Motiv im Gemälde ist eine entsprechende Strandansicht. Von Land aus richtet sich der Blick auf die durch das Cap Ferret vor Meeresstürmen geschützte Bucht des Bassin d’Arcachon. Manet hat das maritime Motiv mit lockerem Pinselstrich skizzenhaft ausgeführt. Dabei wirkt die hellblaue Oberfläche des Meeres ruhig, die Horizontlinie erscheint undeutlich verschwommen und der hellgraue Himmel ist diesig verhangen. Zu erkennen sind eine Reihe von dunklen Booten, die sich teils auf dem Wasser befinden und teils auf dem Strand liegen. Im unteren Bilddrittel markiert eine bei Ebbe freigegebenen Sandfläche den Vordergrund. Ockerfarbene Bereiche deuten eine sandige Oberfläche an; darauf gibt es in abgestuften Grautönen kleinere langgestreckte feuchte Flächen, in denen Spiegelungen sichtbar sind. Links von der Mitte liegen auf dem Strand drei Boote, bei denen es sich um die gebietstypischen Pinassen (Pinasse d’Arcachon) handelt, deren flacher Boden besonders für Küstengewässer geeignet ist. Die zwei vorderen Boote wurden mit Leinen an Stöcken befestigt, die in kurzer Distanz im Sand stecken. Das hintere dritte Boot liegt am Übergang vom Strand zum Wasser. Hier sind zwei Fischer mit ihrer Arbeit beschäftigt. Möglicherweise entladen sie das Boot. Neben den Pinassen gibt es im Bild weitere Boote zu sehen: Auf der Wasserfläche des Bildmittelgrundes befinden sich mehrere Segelboote mit in den Himmel ragenden Masten, in der rechten Bildhälfte liegen einige Boote im steilen Winkel gekippt auf dem Sand. Das Bild ist unten rechts mit „Manet“ signiert, aber nicht datiert.

## Manets Meeresbilder aus Arcachon
Das Gemälde Plage à marée basse entstand im März 1871 in Arcachon. Manet hatte zuvor im Deutsch-Französischen Krieg als Soldat in der Nationalgarde gedient und war kurzzeitig auch an der Front eingesetzt worden. Nach Beendigung der Kampfhandlungen reiste er im Februar 1871 zu seiner Familie nach Südfrankreich. Bereits zu Beginn des Krieges hatte er seine Frau Suzanne, seine Mutter und sein Patenkind Léon Leenhoff aus Paris nach Oloron-Sainte-Marie in den Pyrenäen geschickt, wo diese die Folgemonate verbrachten. Dort traf Manet seine Familie wieder, kehrte jedoch aufgrund der unsicheren Lage zunächst nicht nach Paris zurück. Stattdessen reiste er mit seinen Angehörigen über Bordeaux nach Arcachon, wo die Familie in Strandnähe ein Haus mietete und einen Monat verblieb.
Während des Aufenthaltes in Arcachon schuf Manet sechs Ölgemälde. Neben einem Interieur in Arcachon (Sterling and Francine Clark Art Institute) mit den Porträts von Suzanne Manet und Léon Leenhoff und einem Fensterblick auf das Meer, malte Manet fünf Meeresansichten. Hierzu gehören neben Plage à marée basse die Gemälde Arcachon bei schönem Wetter (Denver Art Museum), Seestück im Sturm bei Arcachon (Privatsammlung), Die Bucht von Arcachon und Leuchtturm auf dem Cap Ferret (Privatsammlung) und Das Bassin von Arcachon (Stiftung Sammlung E. G. Bührle). Diese Bilder vom Strand in Arcachon sind jeweils auf das Meer gerichtet und zeigen Boote in der Bucht des Bassin d’Arcachon. Manet hatte dem Frühjahrswetter entsprechend sehr unterschiedliche Stimmungen eingefangen und vom düsteren Motiv bis zum Sujet mit aufheiterndem Himmel variantenreich seine Umgebung skizziert. Der Kunsthistoriker John Leighton hob hervor, dass Manets Meeresansichten aus Arcachon zu seinen frühesten Ölgemälden gehören, die der Künstler in freier Natur schuf. Für Leighton ist Manets „rasches Eingehen auf die wechselhafte Stimmung und Atmosphäre vor Ort ... bemerkenswert“. Er vermutet in diesen Bildern Manets Reaktion „auf die unmittelbareren Freilichttechniken eines Monet und seiner Zeitgenossen“.

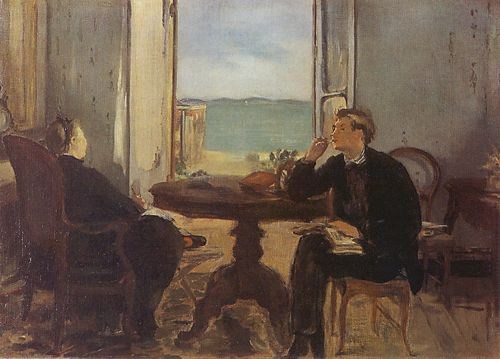
Interieur in Arcachon
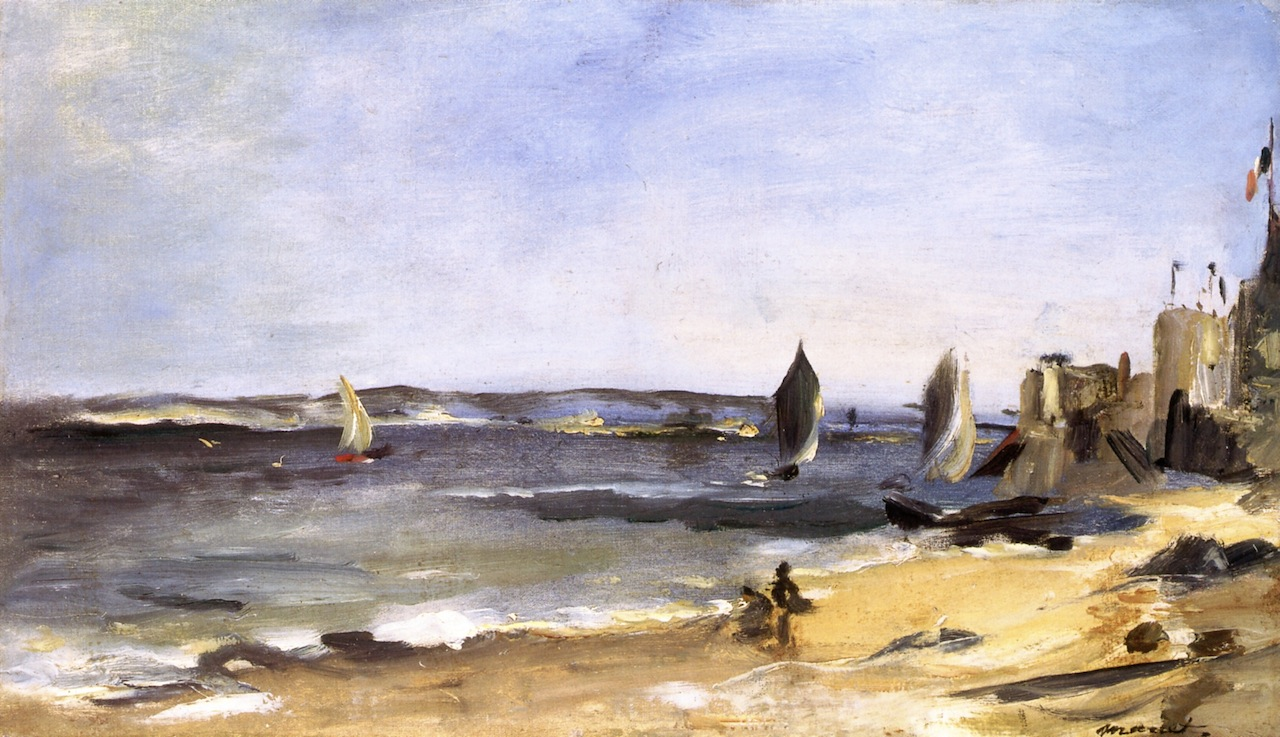
Arcachon bei schönem Wetter
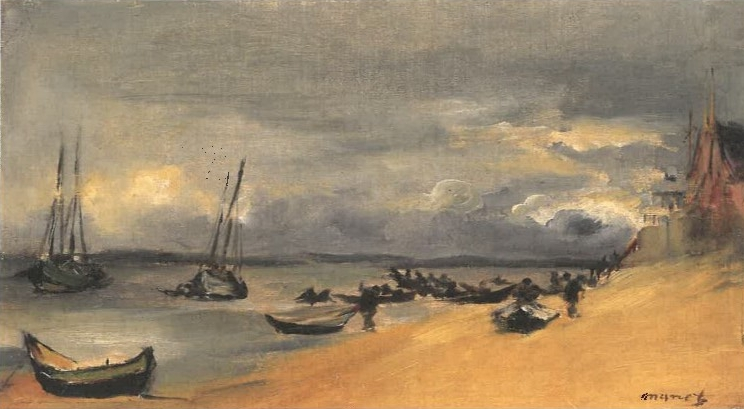
Seestück im Sturm bei Arcachon
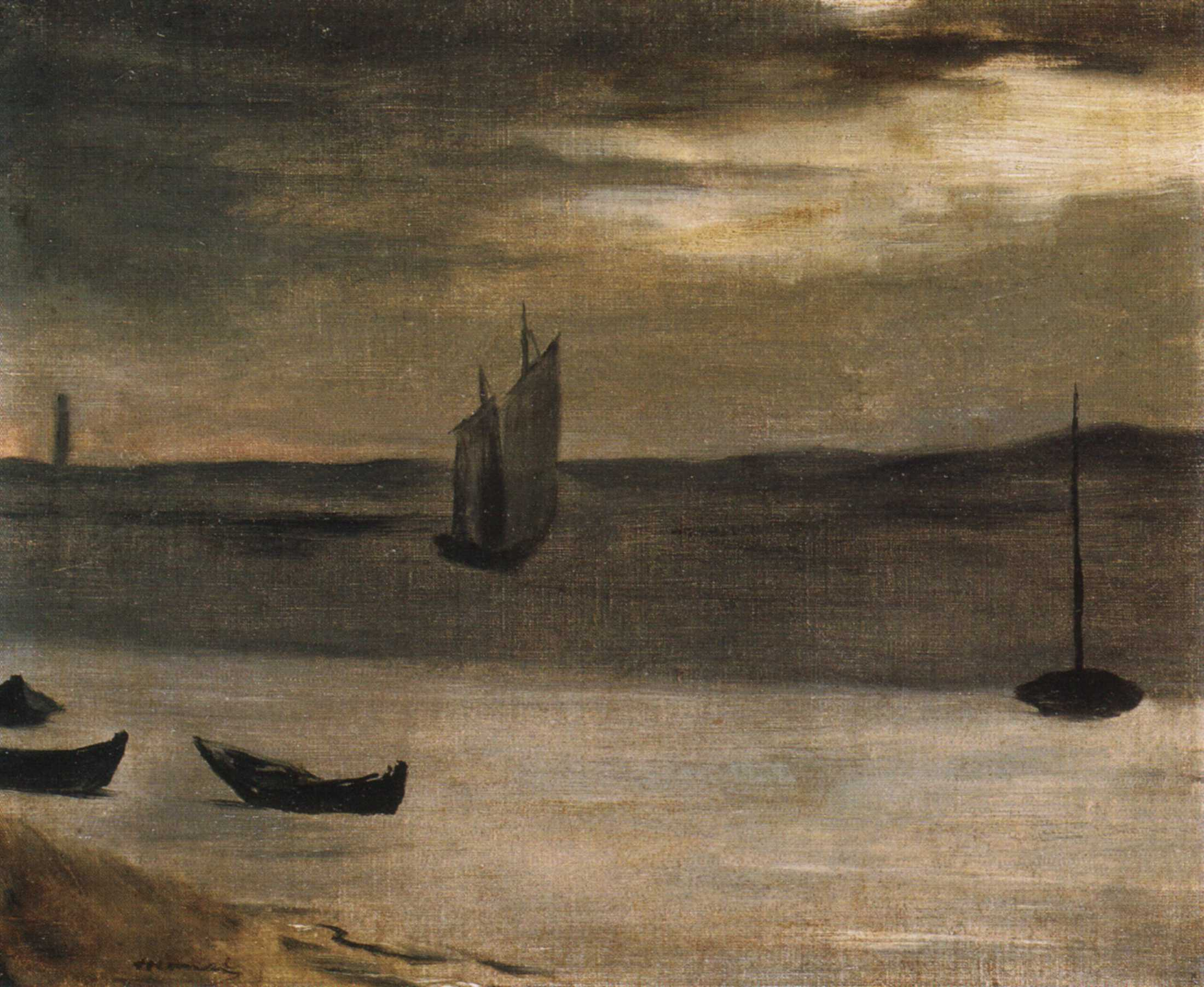
Die Bucht von Arcachon und Leuchtturm auf dem Cap Ferret
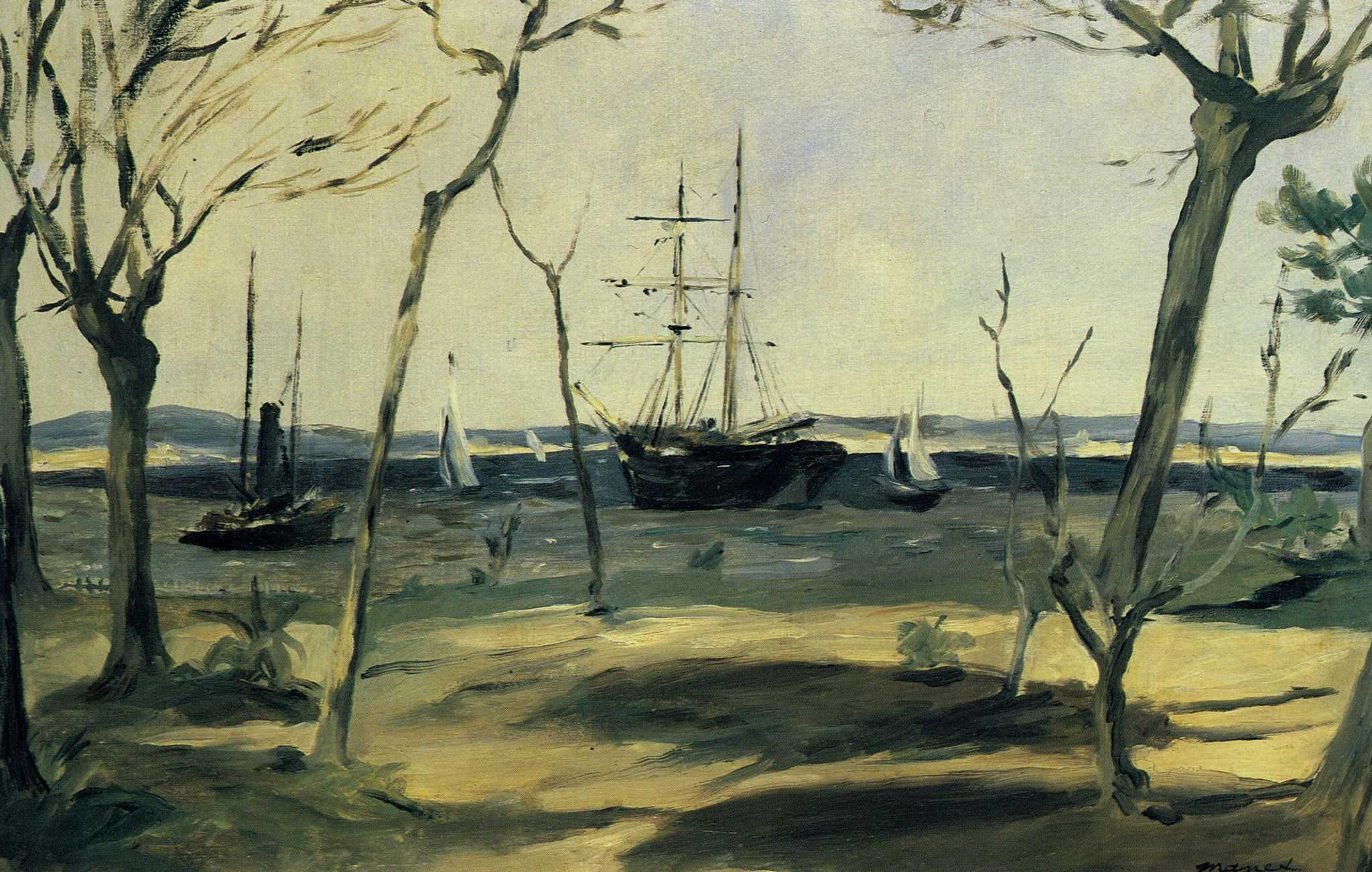
Das Bassin von Arcachon

## Provenienz
Manet verkaufte das Gemälde Plage à marée basse an Thomas W. Evans, einen aus Philadelphia stammenden Zahnarzt. Er gehörte zum Freundeskreis von Manet und verkehrte wie der Maler mit dem Dichter Stéphane Mallarmé und der Schauspielerin und Muse Méry Laurent, die Evans möglicherweise zum Kauf von Bildern Manets angeregt hatte. Evans besaß weiterhin das ebenfalls in Arcachon entstandene Seestück im Sturm bei Arcachon sowie zwei Stillleben. Nach dem Tod von Evans 1897 blieb das Bild Plage à marée basse noch etwa 10 Jahre in seinem Nachlass, bevor es auf den Kunstmarkt kam. 1938 wurde das Gemälde von den Stendahl Galleries in Los Angeles angeboten und im August desselben Jahres an den Kunstsammler Buell Hammett verkauft. Er gehörte zu den Mitbegründern des Santa Barbara Museum of Art und verstarb 1945. Danach kam das Bild 1949 in den Besitz von Marianne Graham, Frau des Malers John D. Graham und Mutter der Galeristin Ileana Sonnabend. Marianne Graham gab das Gemälde zunächst bis 1951 als Dauerleihgabe an das Santa Barbara Museum of Art. Am 9. November 1955 ließ sie das Bild im New Yorker Auktionshaus Parke-Bernet versteigern. Bei dieser Gelegenheit erwarb der Kunsthändler Paul Rosenberg das Bild. Er verkaufte es im November 1956 weiter an das Sammlerpaar Peggy und David Rockefeller. Bei der Versteigerung der Sammlung Rockefeller am 8. Mai 2018 im New Yorker Auktionshaus Christie’s ging das Bild für 3.612.500 US-Dollar an einen unbekannten Bieter.